# 32 Dywizja Piechoty (III Rzesza)
32 Dywizja Piechoty (32 DP) (niem. 32. Infanterie-Division) – związek taktyczny piechoty Wehrmachtu, uczestniczył w agresji na Polskę i Francję oraz ataku na Związek Radziecki.

## Sformowanie i szlak bojowy
Dywizja została sformowana na podstawie rozkazu z 1 października 1936 w garnizonie Koszalin (II Okręg Wojskowy).
Dywizja weszła w skład 4 Armii dowodzonej przez generała artylerii Günthera von Kluge i została przydzielona do II Korpusu Armijnego gen. Adolfa Straussa. Pomorscy piechurzy mieli nacierać na prawym skrzydle korpusu, na ich odcinku znajdował się punkt ciężkości natarcia. 31 sierpnia 1939, około godziny 20.00 do sztabu dywizji dotarł rozkaz nakazujący zająć pozycje w rejonie Zakrzewo - Lipka. Atak na Polskę wyznaczono 1 września 1939 o godzinie 4.45. Dywizja do natarcia ruszyła w dwóch kolumnach, 96 pułk piechoty atakował po trasie Wiśniewa - Świdwie - Przepałkowo, natomiast 4 pułk piechoty przez Lutowo - Sępólno Krajeńskie - Mąkowarsko. Natarcie piechurów poprzedzał 32 oddział rozpoznawczy. W odwodzie pozostawał 94 pułk piechoty, maszerujący w drugim rzucie. Około godziny 10.00 32. Dywizja Piechoty nie napotykając większego oporu dotarła do Sępólna. W następnych dniach prowadziła walki w Korytarzu Pomorskim. Po pokonaniu polskich sił w Borach Tucholskich przeszła przez Wisłę na południe od Chełmży i rozpoczęła pościg prawym brzegiem Wisły w stronę Modlina i Warszawy. Przeprawiła się przez Drwęcę pod Golubiem, a przez Narew w rejonie m. Dębe. Uczestniczyła w ataku na Pragę. Przez dwa miesiące pełniła rolę oddziału okupacyjnego w Generalnym Gubernatorstwie i w grudniu została przerzucona na front zachodni w obszar Eifel.
Nacierała z obszaru na południe od Prüm i przełamała belgijskie umocnienia w Ardenach. Mozę przeszła w rejonie Give. Dalej prowadziła walki przez Ohain w stronę Cambrai. Walczyła w rejonie La Basse i Lille. Po krótkim odpoczynku uczestniczyła w drugiej fazie ataku. Przełamała w bitwie nad Sommą front francuski pod Bary i prowadziła walki pościgowe w stronę Sekwany, którą sforsowała w rejonie Roven i dalej nacierała w stronę Loary, którą osiągnęła w rejonie Nantes. Tu dywizję zastało zawieszenie broni. Po zakończeniu walk, w ramach przygotowań do operacji Lew Morski (niem. Unternehmen Seelöwe), rozpoczęła służbę okupacyjną na wybrzeżu Kanału na półwyspie Cotentin.
W październiku 1940 została przerzucona do Prus Wschodnich. Pełniła tam funkcję sił osłonowych. 22 czerwca 1941 z rejonu Gołdapi o godzinie 3.05 artyleria dywizyjna rozpoczęła krótkie, ale bardzo intensywne wsparcie ogniowe. Grupy szturmowe złożone z saperów i piechurów przełamały radzieckie graniczne umocnienia. O godzinie 6 do sztabu Grupy Armii Północ (niem. Heeresgruppe Nord) dotarł meldunek od dowódcy pomorskiej dywizji informujący o włamaniu się w nieprzyjacielski teren, dywizja znajdowała się w lesie 5 kilometrów na wschód od Vistytis. Nacierała w stronę Niemna, który pokonała w rejonie Kowna. Dalej w upale i w kurzu pomorscy piechurzy nacierali w stronę Wilii i Dźwiny. Dywizja była skrzydłową jednostką 16. Armii i całej Grupy Armii. Już w pierwszych dniach lipca zarysowała się duża luka między II. KA 16. Armii a V. KA z 3. Gr.Panc. W tę lukę Niemcy wprowadzili 206., 251. oraz 253 Dywizję Piechoty. Dywizja w bardzo trudnym terenie nacierała w ogólnym kierunku (północny wschód) na Chomel. W sierpniu podczas bitwy o Starą Russę po raz pierwszy toczyła walki obronne. Ostatnim wysiłkiem żołnierze podejmują natarcie na wschód przez Molwotitzy i Diemiańsk docierają do jeziora Welje i Seliger. Tu dywizja zajęła na Wyżynie Wałdajskiej pozycje obronne. Do końca prowadziła walki pozycyjne. W styczniu 1942, Armia Czerwona rozpoczęła ofensywę, która doprowadziła do zamknięcia w kotle demianskim znacznych niemieckich sił (12., 30., 32., 123. i 290. Dywizji Piechoty oraz Dywizji Piechoty zmotoryzowanej SS Totenkopf). W kotle, mimo fatalnych warunków pogodowych, niedoboru w zaopatrzeniu, braku ciepłej odzieży, żołnierze 32 DP cały czas znajdowali się na pierwszej linii walk, zajmując wschodni rant oparty o zachodni brzeg jeziora Welje. Wiosną 1942 od strony Starej Russy rozpoczęła się deblokada kotła (operacja Sznurowa drabinka), która przyniosła zamierzony skutek. Ale wycofanie wycieńczonych oddziałów nie nastąpiło i 32. Dywizja Piechoty na swoich pozycjach trwała jeszcze do końca lutego 1943, kiedy rozpoczęła się operacja opuszczenia występu demianskiego. Dywizja została odświeżona i prowadziła walki pozycyjne nad rzeką Łować. Na początku listopada 1943 Armia Czerwona rozpoczęła ofensywę w rejonie Newla, w wyniku niekorzystnej sytuacji, przerzucono tam 32. Dywizję Piechoty.
W styczniu 1944 rozpoczyna się ogólny odwrót Grupy Armii Północ, który pomorskich grenadierów prowadził przez Połock, Kowalki w obszar na południe od Pskowa. Dywizja została wycofana z pierwszej linii w celu odświeżenia i została rezerwą Grupy Armii Północ w rejonie Ostrowa.
W lipcu 1944 Armia Czerwona rozpoczęła wielką ofensywę przeciwko Grupie Armii Północ, grenadierzy pomorscy toczyli ciężkie, uporczywe walki odwrotowe i w sierpniu osiągnęli Madohn oraz Walk. Angażowali się w walki obronne na linii Segewold, ale ulegli czerwonoarmistom i wycofując się przez Rygę dotarli do Kurlandii, gdzie 32. Dywizja Piechoty uczestniczyła we wszystkich trzech bitwach kurlandzkich. W styczniu 1945 została zluzowana i przeniesiona do Lipawy, z której statkami została ewakuowana do Gdańska. Pośpiesznie odświeżona została skierowana na odcinek między Jastrowiem (Jastrow) a Kamieniem Krajeńskim (Kamin lub Camin). Tocząc walki wycofała się na północ przez linię kolejową Bińcze (Bärenwalde) – Chojnice (Konitz), a dalej odwrót prowadziła przez niemiecko-polską granicę w stronę Gdyni. W trakcie walk o Gdynię, dywizja jako zwarta jednostka przestała istnieć, poszczególne grupy walczyły na Kępie Oksywskiej. Część żołnierzy ewakuowała się na Hel. Do niewoli Armii Czerwonej 32 Dywizja Piechoty oddała się 8 maja 1945.

## Dowódcy dywizji
- gen. por. Nikolaus von Falkenhorst (6 X 1936 – 19 VII 1938)
- gen. por. Franz Böhme[2] 19 VII 1938 – 1 X 1939
- gen. mjr Eccard Freiherr von Gablenz 1 X 1939 – 1 XII 1939
- gen. por. Franz Böhme 1 XII 1939 – 1 VI 1940
- gen. por. Wilhelm Bohnstedt 15 VII 1940 – 1 III 1942
- gen. por. Karl Herenkamp 1 III 1942 – 1 VI 1942
- gen. por. Wilhelm Wegener 1 VI 1942 – 27 VI 1943
- gen. mjr Alfred Thielmann 27 VI 1943 – 16 VIII 1943
- gen. por. Wilhelm Wegener 16 VIII 1943 – 12 IX 1943
- gen. por. Hans Boeckh-Behrens 12 IX 1943 – 1 II 1944
- gen. mjr Franz Schliper 1 II 1944 – 1 VI 1944
- gen. por. Hans Boeckh-Behrens 1 VI 1944 – VIII 1944
- gen. mjr Georg Kroßmala VIII 1944 – VIII 1944
- gen. por. Hans Böckh – Behrens VIII 1944 – 9 V 1945

## Struktura organizacyjna
Skład w sierpniu 1939
- 4 pułk piechoty: miejsce postoju sztabu, II i III batalionu – Kołobrzeg, I batalionu – Trzebiatów, rezerwowego batalionu – Dobiegniew;
- 94 pułk piechoty: miejsce postoju sztabu, II i III batalionu – Koszalin, I i II rezerwowego batalionu – Szczecinek, I batalionu zapasowego – Sławno;
- 96 pułk piechoty: miejsce postoju sztabu, I i III batalionu – Piła, II, I i II rezerwowego batalionu – Wałcz;
- 32 pułk artylerii: miejsce postoju sztabu, II dywizjonu – Wałcz, I dywizjonu – Koszalin, III dywizjonu – Szczecinek;
- I dywizjon 68 pułku artylerii ciężkiej: miejsce postoju – Białogard;
- 2 batalion saperów: miejsce postoju – Szczecin Podjuchy;
- 32 dywizjon przeciwpancerny: miejsce postoju – Kołobrzeg;
- 32 dywizjon łączności: miejsce postoju – Gryfice;
- 32 dywizjon pomiarowy: miejsce postoju – Białogard;

Skład w styczniu 1940
4, 94 i 96 pułk piechoty, 32 pułk artylerii, I/68 pułk artylerii ciężkiej, 32 batalion saperów, 32 dywizjon rozpoznawczy, 32 dywizjon przeciwpancerny, 32 dywizjon łączności, 32 polowy batalion zapasowy;
Skład we wrześniu 1943
4, 94, 96 pułk grenadierów, 32 pułk artylerii, I/68 pułku artylerii ciężkiej, 32 batalion saperów, 32 batalion fizylierów, 32 dywizjon przeciwpancerny, 32 dywizjon łączności, 32 polowy batalion zapasowy;
Skład w grudniu 1944
4, 94, 96 pułk grenadierów, 32 pułk artylerii, 32 batalion saperów, 32 dywizjon przeciwpancerny, 32 dywizjon łączności, 32 polowy batalion zapasowy;